# Shimazu Narioki
Pour les articles homonymes, voir Shimazu.
Shimazu Narioki est un nom japonais traditionnel ; le nom de famille (ou le nom d'école), Shimazu, précède donc le prénom (ou le nom d'artiste).
Shimazu Narioki (島津 斉興, né le 1er décembre 1791, mort le 7 octobre 1859) est un daimyo (seigneur féodal) de l'époque d'Edo, 27e dans la lignée des daimyos du clan Shimazu du domaine de Satsuma de 1809 à 1851. il est le père de Shimazu Nariakira et Shimazu Hisamitsu.